# Darnis cyclops
Darnis cyclops är en insektsart som beskrevs av Leon Fairmaire. Darnis cyclops ingår i släktet Darnis och familjen hornstritar. Inga underarter finns listade i Catalogue of Life.